# Skiflug-Weltmeisterschaft 2018
Die Skiflug-Weltmeisterschaft 2018 fand vom 18. bis 21. Januar auf der Heini-Klopfer-Skiflugschanze in Oberstdorf statt. Die FIS vergab den Wettbewerb am 5. Juni 2014 auf ihrem Kongress in Barcelona, bei dem sich Oberstdorf auch für die Nordischen Skiweltmeisterschaften 2019 beworben hatte, an den einzigen Kandidaten. Die Skiflug-Weltmeisterschaft wurde somit zum sechsten Mal in Oberstdorf ausgetragen.
Skiflug-Weltmeister im Einzel wurde Daniel-André Tande vor Kamil Stoch und Richard Freitag. Skiflug-Weltmeister im Team wurde Norwegen vor Slowenien und Polen.

## Zeitplan

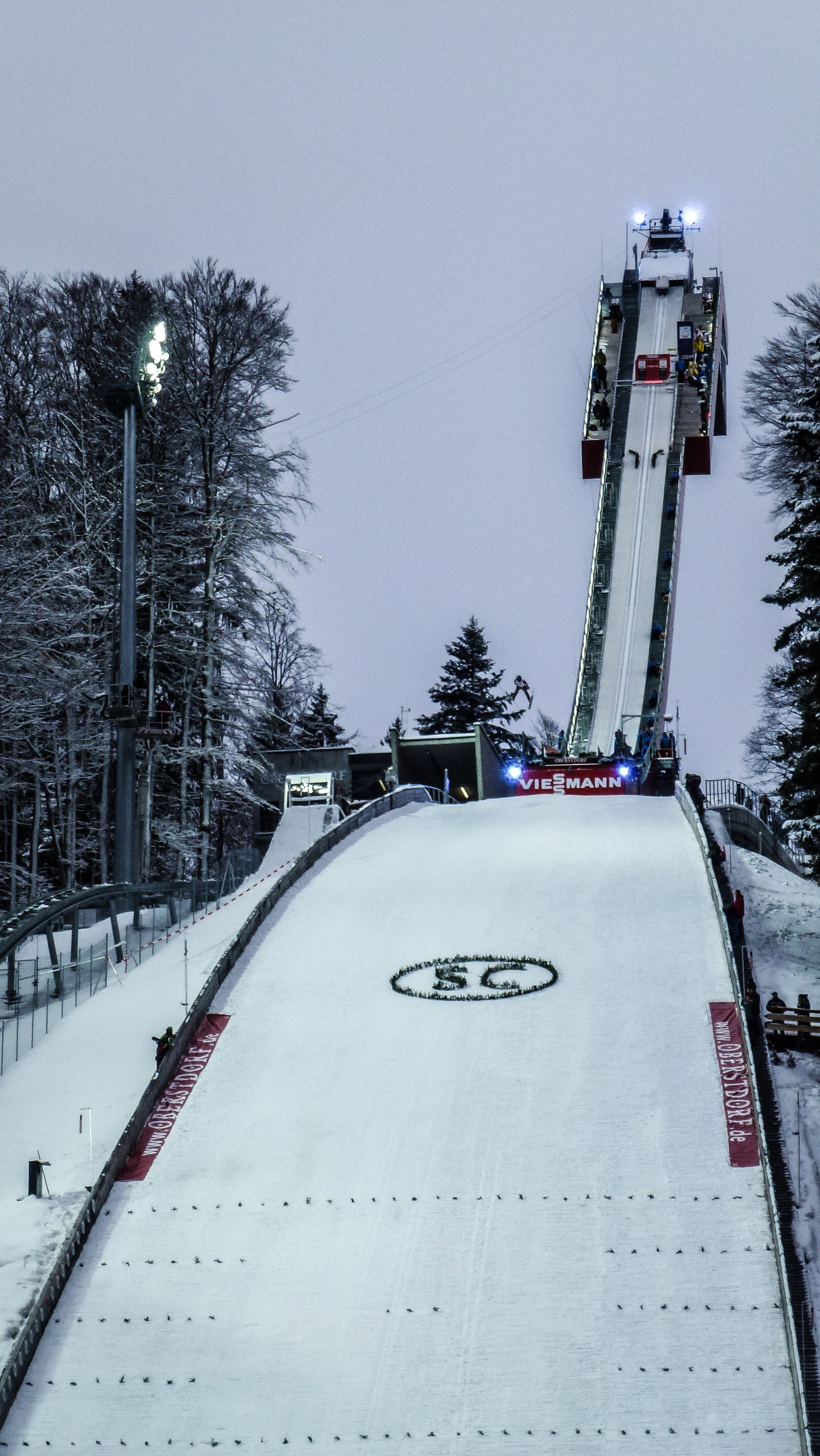
Heini-Klopfer-Skiflugschanze

| Datum           | Beginn (Ortszeit)                  | Ereignis                               |
| --------------- | ---------------------------------- | -------------------------------------- |
| Mi., 17. Januar | 18:00                              | Mannschaftsführersitzung               |
| Do., 18. Januar | 14:00                              | Offizielles Training – zwei Durchgänge |
| Do., 18. Januar | 16:00                              | Qualifikation Einzel                   |
| Do., 18. Januar | 17:00                              | Eröffnungs-Pressekonferenz             |
| Do., 18. Januar | 19:30                              | Eröffnungsfeier                        |
| Fr., 19. Januar | 15:00                              | Probedurchgang Einzel                  |
| Fr., 19. Januar | 16:00                              | 1. Wertungsdurchgang Einzel            |
| Fr., 19. Januar | anschließend                       | 2. Wertungsdurchgang Einzel            |
| Fr., 19. Januar | 20:00                              | WM-Gala                                |
| Sa., 20. Januar | 15:00                              | Probedurchgang Einzel                  |
| Sa., 20. Januar | 16:00                              | 3. Wertungsdurchgang Einzel            |
| Sa., 20. Januar | anschließend                       | Finaldurchgang Einzel                  |
| Sa., 20. Januar | anschließend                       | Siegerpräsentation Einzel              |
| Sa., 20. Januar | anschließend                       | Pressekonferenz                        |
| Sa., 20. Januar | 20:00                              | Siegerehrung Einzel                    |
| So., 21. Januar |                                    |                                        |
| 10:00           | Mannschaftsführersitzung           |                                        |
| 15:00           | Probedurchgang Team                |                                        |
| 16:00           | 1. Wertungsdurchgang Team          |                                        |
| anschließend    | Finaldurchgang Team                |                                        |
| anschließend    | Siegerehrung Team und Schlussfeier |                                        |
| anschließend    | Pressekonferenz                    |                                        |

## Teilnehmer
54 Athleten aus 16 Nationen waren für die Startliste gemeldet. Am Teamwettbewerb konnten nur Nationen mit mindestens vier Startern teilnehmen, am Einzelwettbewerb nur maximal vier Springer pro Nation. Von letzterer Regel ausgenommen war die slowenische Mannschaft, da sie mit Peter Prevc, dem Titelverteidiger im Einzel, einen zusätzlichen Springer in den Wettbewerb schicken durfte.
Die für die Qualifikation nicht berücksichtigten Springer sind kursiv, die für den Einzelwettbewerb qualifizierten Springer fett dargestellt.
| - Norwegen (6) (Titelverteidiger Team) - Johann André Forfang - Robert Johansson - Daniel-André Tande - Andreas Stjernen - Halvor Egner Granerud - Anders Fannemel - Slowenien (6) - Jernej Damjan - Tilen Bartol - Domen Prevc - Anže Semenič - Peter Prevc (Titelverteidiger Einzel) - Žiga Jelar - Deutschland (5) (Gastgeber) - Richard Freitag - Stephan Leyhe - Andreas Wellinger - Markus Eisenbichler - Karl Geiger | - Österreich (5) - Manuel Poppinger - Michael Hayböck - Stefan Kraft - Clemens Aigner - Florian Altenburger - Polen (5) - Dawid Kubacki - Kamil Stoch - Piotr Żyła - Stefan Hula - Maciej Kot - Finnland (4) - Antti Aalto - Janne Ahonen - Eetu Nousiainen - Jarkko Määttä | - Russland (4) - Alexei Romaschow - Dmitri Wassiljew - Michail Nasarow - Denis Kornilow - Schweiz (4) - Gregor Deschwanden - Andreas Schuler - Simon Ammann - Killian Peier - Italien (3) - Alex Insam - Sebastian Colloredo - Davide Bresadola - Japan (3) - Junshirō Kobayashi - Noriaki Kasai - Ryōyū Kobayashi | - Vereinigte Staaten (3) - Michael Glasder - Kevin Bickner - William Rhoads - Kasachstan (2) - Marat Schaparow - Konstantin Sokolenko - Estland (1) - Martti Nõmme - Frankreich (1) - Vincent Descombes Sevoie - Kanada (1) - MacKenzie Boyd-Clowes - Tschechien (1) - Čestmír Kožíšek |

## Ergebnisse

### Einzel

#### Training und Qualifikation
Der Trainings- und Qualifikationstag der Skiflug-WM wurde durch die Ausläufer des Sturmtiefs Friederike beeinträchtigt. Der erste Trainingsdurchgang konnte mit einigen Verzögerungen durchgeführt werden, die Bestweite sprang Daniel-André Tande mit 223,5 Metern. Der zweite Trainingsdurchgang wurde nach nur drei Sprüngen abgebrochen. Nach mehreren Verschiebungen des Starts wurde schließlich auch die Qualifikation abgesagt und auf den nächsten Tag (14:30 Uhr) verlegt.
Die Qualifikation gewann Daniel-André Tande. Mit seiner Sprungweite von 238,5 m stellte er einen neuen Schanzenrekord auf. Jarkko Määttä und Martti Nõmme nahmen nicht an der Qualifikation teil.
| Rang | Name               | Weite   | Punkte |
| ---- | ------------------ | ------- | ------ |
| 01.  | Daniel-André Tande | 238,5 m | 222,1  |
| 02.  | Kamil Stoch        | 232,0 m | 210,7  |
| 03.  | Andreas Stjernen   | 217,0 m | 210,1  |
| 04.  | Stefan Hula        | 217,0 m | 208,2  |
| 05.  | Stefan Kraft       | 217,0 m | 203,7  |
| 06.  | Richard Freitag    | 219,5 m | 201,5  |
| 07.  | Simon Ammann       | 214,5 m | 193,6  |
| 08.  | Anže Semenič       | 209,0 m | 193,2  |
| 08.  | Dawid Kubacki      | 211,5 m | 193,2  |
| 10.  | Robert Johansson   | 211,5 m | 192,6  |

#### Erster Durchgang
Für den ersten Durchgang qualifizierten sich die 40 besten Springer der Qualifikation.
Daniel-André Tande bestätigte seine Leistungen aus Training und Qualifikation und ging mit einer Weite von 212 m in Führung, da er drei Luken weniger Anlauf hatte als der Zweitplatzierte Richard Freitag (228 m). Michael Hayböck stürzte bei der Landung und verzichtete daraufhin, trotz eines ausreichenden 28. Platz, auf den Start im zweiten Durchgang.
| Rang | Name               | Weite   | Punkte |
| ---- | ------------------ | ------- | ------ |
| 01.  | Daniel-André Tande | 212,0 m | 207,2  |
| 02.  | Richard Freitag    | 228,0 m | 205,9  |
| 03.  | Kamil Stoch        | 230,0 m | 205,2  |
| 04.  | Peter Prevc        | 222,5 m | 202,7  |
| 05.  | Stefan Kraft       | 218,0 m | 200,2  |
| 06.  | Noriaki Kasai      | 218,5 m | 193,2  |
| 07.  | Anže Semenič       | 214,5 m | 192,1  |
| 08.  | Jernej Damjan      | 216,0 m | 190,7  |
| 09.  | Simon Ammann       | 203,5 m | 189,6  |
| 10.  | Andreas Stjernen   | 193,0 m | 188,4  |

#### Zweiter Durchgang
Für den zweiten Durchgang qualifizierten sich die besten 30 Springer des ersten Durchgangs.
Nach dem Sturz Hayböcks rückte der auf dem 31. Platz liegende Michail Nasarow per Jury-Entscheidung in den zweiten Durchgang nach.
Bei wechselnden Windverhältnissen wurde die Anlauflänge mehrmals deutlich verändert. Daniel-André Tande gelang es, seine Führung zu verteidigen.
| Rang | Name                 | Weite   | Punkte |
| ---- | -------------------- | ------- | ------ |
| 01.  | Daniel-André Tande   | 227,0 m | 449,6  |
| 02.  | Richard Freitag      | 225,0 m | 438,7  |
| 03.  | Kamil Stoch          | 219,0 m | 431,8  |
| 04.  | Stefan Kraft         | 208,5 m | 412,3  |
| 05.  | Robert Johansson     | 213,5 m | 408,0  |
| 06.  | Andreas Stjernen     | 203,0 m | 404,7  |
| 07.  | Peter Prevc          | 199,0 m | 399,3  |
| 08.  | Andreas Wellinger    | 207,0 m | 398,3  |
| 09.  | Johann André Forfang | 207,5 m | 395,5  |
| 10.  | Dawid Kubacki        | 208,0 m | 390,6  |

#### Dritter Durchgang
Der dritte Durchgang begann aufgrund starken Windes eine halbe Stunde später als geplant (um 16:30 Uhr). Die letzte Phase, in der die bestplatzierten Athleten sprangen, war von schwierigen Rückenwind-Verhältnissen geprägt. Richard Freitag musste mit einem Sprung auf nur 190,5 m den zweiten Platz an Kamil Stoch (211,5 m) abgeben. Daniel-André Tande konnte mit einem Sprung auf 200 m die Führung halten.
Nachdem der Wind zum Start des Finaldurchgangs böig wurde und die Wetterprognose keine Verbesserung vorhersah, wurde der Durchgang nach wenigen Springern abgebrochen. Somit ergab der Stand nach dem dritten Durchgang die Endwertung im Einzel. Weltmeister wurde Daniel-André Tande vor Kamil Stoch und Richard Freitag.
| Rang | Name                 | Weite   | Punkte |
| ---- | -------------------- | ------- | ------ |
| 01.  | Daniel-André Tande   | 200,0 m | 651,9  |
| 02.  | Kamil Stoch          | 211,5 m | 638,6  |
| 03.  | Richard Freitag      | 190,5 m | 627,6  |
| 04.  | Stefan Kraft         | 206,0 m | 608,4  |
| 05.  | Andreas Stjernen     | 223,5 m | 606,9  |
| 06.  | Peter Prevc          | 218,0 m | 600,1  |
| 07.  | Andreas Wellinger    | 213,0 m | 599,7  |
| 08.  | Johann André Forfang | 225,5 m | 599,2  |
| 09.  | Robert Johansson     | 201,0 m | 599,0  |
| 10.  | Dawid Kubacki        | 215,5 m | 589,8  |

Weitere Reihenfolge der Gesamtwertung nach drei Durchgängen
| Rang | Land        | Springer                 | Punkte |
| ---- | ----------- | ------------------------ | ------ |
| 11.  | Deutschland | Markus Eisenbichler      | 560,1  |
| 12.  | Schweiz     | Simon Ammann             | 559,2  |
| 13.  | Polen       | Stefan Hula              | 550,0  |
| 14.  | Slowenien   | Anže Semenič             | 538,8  |
| 15.  | Slowenien   | Jernej Damjan            | 533,8  |
| 16.  | Japan       | Ryōyū Kobayashi          | 528,4  |
| 17.  | Polen       | Piotr Żyła               | 525,8  |
| 18.  | Österreich  | Clemens Aigner           | 524,5  |
| 19.  | Russland    | Denis Kornilow           | 509,6  |
| 20.  | Deutschland | Stephan Leyhe            | 502,9  |
| 21.  | Slowenien   | Domen Prevc              | 501,1  |
| 22.  | Finnland    | Janne Ahonen             | 500,0  |
| 23.  | Österreich  | Manuel Poppinger         | 498,0  |
| 24.  | USA         | Kevin Bickner            | 494,3  |
| 25.  | Japan       | Noriaki Kasai            | 493,6  |
| 26.  | Russland    | Alexei Romaschow         | 455,5  |
| 27.  | Italien     | Alex Insam               | 443,4  |
| 28.  | Italien     | Sebastian Colloredo      | 439,0  |
| 29.  | Japan       | Junshirō Kobayashi       | 408,7  |
| 30.  | Russland    | Michail Nasarow          | 396,6  |
| 31.  | Österreich  | Michael Hayböck          | 126,0  |
| 32.  | Finnland    | Antti Aalto              | 117,6  |
| 33.  | Russland    | Dmitri Wassiljew         | 113,5  |
| 34.  | Schweiz     | Gregor Deschwanden       | 111,8  |
| 35.  | Finnland    | Eetu Nousiainen          | 111,4  |
| 36.  | Kanada      | MacKenzie Boyd-Clowes    | 102,3  |
| 37.  | Schweiz     | Andreas Schuler          | 098,1  |
| 38.  | USA         | Michael Glasder          | 095,9  |
| 39.  | Slowenien   | Tilen Bartol             | 095,3  |
| 40.  | Frankreich  | Vincent Descombes Sevoie | 079,7  |

Die Springer ab Platz 31 absolvierten nur einen Durchgang.

Nach der Qualifikation ausgeschiedene Springer
| Rang | Land       | Springer             | Punkte |
| ---- | ---------- | -------------------- | ------ |
| 41.  | Schweiz    | Killian Peier        | 113,4  |
| 42.  | USA        | William Rhoads       | 108,6  |
| 43.  | Tschechien | Čestmír Kožíšek      | 088,7  |
| 44.  | Kasachstan | Marat Schaparow      | 081,3  |
| 45.  | Kasachstan | Konstantin Sokolenko | 070,1  |
| 46.  | Italien    | Davide Bresadola     | 066,3  |
| DNS  | Finnland   | Jarkko Määttä        |        |
| DNS  | Estland    | Martti Nõmme         |        |

### Team
Der Mannschaftswettbewerb wurde in zwei Durchgängen ausgetragen. Es nahmen nur acht Mannschaften teil, daher qualifizierten sich alle für den zweiten Durchgang. Das favorisierte Team aus Norwegen gewann vor Slowenien und Polen.
| Rang | Nation                                                                            | Punkte |
| ---- | --------------------------------------------------------------------------------- | ------ |
| 1.   | NorwegenRobert Johansson Andreas Stjernen Johann André Forfang Daniel-André Tande | 1662,2 |
| 2.   | SlowenienJernej Damjan Anže Semenič Domen Prevc Peter Prevc                       | 1615,8 |
| 3.   | PolenPiotr Żyła Stefan Hula Dawid Kubacki Kamil Stoch                             | 1592,1 |
| 4.   | DeutschlandAndreas Wellinger Stephan Leyhe Markus Eisenbichler Richard Freitag    | 1581,2 |
| 5.   | ÖsterreichClemens Aigner Manuel Poppinger Michael Hayböck Stefan Kraft            | 1488,8 |
| 6.   | SchweizAndreas Schuler Killian Peier Gregor Deschwanden Simon Ammann              | 1350,6 |
| 7.   | RusslandAlexei Romaschow Michail Nasarow Denis Kornilow Dmitri Wassiljew          | 1283,2 |
| 8.   | FinnlandAntti Aalto Jarkko Määttä Eetu Nousiainen Janne Ahonen                    | 1262,2 |

## Medaillenspiegel
| Platz  | Land        | Gold | Silber | Bronze | Gesamt |
| ------ | ----------- | ---- | ------ | ------ | ------ |
| 1.     | Norwegen    | 2    | 0      | 0      | 2      |
| 2.     | Polen       | 0    | 1      | 1      | 2      |
| 3.     | Slowenien   | 0    | 1      | 0      | 1      |
| 4.     | Deutschland | 0    | 0      | 1      | 1      |
| Gesamt | Gesamt      | 2    | 2      | 2      | 6      |